# Santiago Challenger II 2005
Il Santiago Challenger II 2005, noto anche come Copa Petrobras Santiago, è stato un torneo di tennis facente parte della categoria ATP Challenger Series nell'ambito dell'ATP Challenger Series 2005. Il torneo si è giocato a Santiago in Cile dal 24 al 30 ottobre 2005 su campi in terra rossa.

## Vincitori

### Singolare
Júlio Silva ha battuto in finale  Ruben Ramirez-Hidalgo con il punteggio di 6–2, 6–3

### Doppio
Daniel Köllerer /  Oliver Marach hanno battuto in finale  Lucas Arnold Ker /  Giovanni Lapentti con il punteggio di 6–4, 6–3